# Érisos
Le dème d'Érisos, en grec moderne : Δήμος Ερίσου, est un ancien dème de l'île Ionnienne de Céphalonie, en Grèce. Depuis 2011, il fait partie du dème de Sámi.
Selon le recensement de 2011, la population du dème d'Érisos compte 1 472 habitants.